# YJ-91
L'YJ-91, ou Ying Ji-91 (en chinois : « 鹰击 », aigle d'attaque) est la version chinoise du missile air-surface Kh-31, d'origine soviétique.

## Historique
Après avoir acheté deux cents exemplaires du Kh-31P à la Russie, les Chinois décidèrent de mettre au point leur propre version du missile, car le modèle soviétique ne satifaisait pas totalement leurs attentes.
Le missile qui vit le jour à la suite de cette décision fut développé par Hongdu Aviation Industry Corporation, déjà constructeur du missile Silkworm. L'expérience acquise avec l'YJ-91 aida également les Chinois à concevoir un propulseur pour un autre missile supersonique fabriqué localement, l'YJ-12, qui est parfois confondu avec son aîné par les sources extérieures car leurs origines sont communes.

## Développement et caractéristiques

### YJ-91 anti-radar
La version anti-radar du missile fut développée à partir de la version « P » du Kh-31, qui employait une grande variété de capteurs afin de couvrir l'intégralité les bandes radar disponibles.
Les Chinois ne furent pas complètement satisfaits par cette solution et préférèrent avoir un capteur unique, capable de couvrir de multiples bandes de fréquences, comme le fait par-exemple l'AGM-88 HARM. Malheureusement, ces ambitions furent trop optimistes pour l'industrie micro-électronique chinoise, qui ne pouvait pas remplir les objectifs d'un seul coup, dans le délai imparti désiré par les militaires. En contrepartie, une approche en deux temps fut choisie : la mise au point du capteur unique à bande large fut mise en retrait, bien que continuée, tandis qu'une solution intermédiaire était mise en place, à savoir la modification du Kh-31P en vue de rendre ses capteurs rapidement interchangeables. Cette disposition permettait alors de rendre chacun des missiles directement modifiable par les unités de première ligne, sans avoir recours à un retour en usine, comme c'était le cas avant. Afin d'opérer les modifications avant chaque mission, les techniciens au sol étaient équipés de l'outillage spécial nécessaire.
La version anti-radar issue de ce développement est dotée d'une portée légèrement améliorée, 120 km, à comparer aux 110 km du Kh-31P originel.
En plus de la mise au point d'un capteur multi-fréquences, des mesures additionnelles ont été prises afin d'améliorer le missile, telles une architecture logicielle ouverte ou une attribution de priorités aux cibles. Ces cibles pourraient être intégrées à la mémoire du missile depuis le sol ou par le pilote en vol, ce qui rendrait les menaces gérables en temps réel. Le capteur multi-bandes demeure cependant la priorité.

### YJ-91 anti-navire
Les Chinois ont aussi développé une version anti-navire de l'YJ-91. Il est toutefois un développement local du Kh-31P anti-radar, et non de la version « A » du Kh-31 (la version anti-navire).
Les Chinois pensèrent, dès le départ, que le Kh-31A original ne conviendrait pas à leurs besoins, car la trajectoire « Hi-Lo » du missile impliquait une détection précoce, favorable à son interception avant d'arriver à la cible. En comparaison, la trajectoire « Lo-Lo », habituellement effectuée par les missiles anti-navires subsoniques, convient mieux aux capacités supersoniques du Kh-31A. Une telle trajectoire réduit considérablement la portée de détection des radars adverses, tandis que la vitesse élevée amoindrit de manière considérable leur temps de réaction. Pour ces raisons, la Chine n'acheta aucun Kh-31A anti-navire à la Russie.
En conséquence de ces études, le développement de cette version anti-navire de l'YJ-91 a abouti sur un missile évoluant au ras de l'eau. Son altitude de croisière n'excède jamais 20 m et, lors de sa phase terminale (généralement, quand le radar actif est allumé), le missile descend à 7 m au-dessus de la surface. Cette hauteur peut encore être ramenée à seulement 1,20 m si les conditions météo le permettent (état des vagues). D'une autre manière, le missile peut être pré-programmé pour faire un saut et plonger sur sa cible, comme le ferait par exemple le missile Harpoon américain. Cela dit, cette capacité lui coûterait une partie de sa portée de tir maximale, étant réduite d'un quart, passant des 70 km du Kh-31A à seulement 50 km pour l'YJ-91.
Comme pour la version anti-radar du missile, beaucoup de mises à jour seraient en cours de développement. Une demande de subventions de recherche sur le développement d'une version à changement de milieu de l'YJ-91 anti-navire serait apparu une fois sur Internet, indiquant que la Chine tenterait de développer une version pour sa flotte de sous-marins.